# Antidesma keralense
Antidesma keralense är en emblikaväxtart som beskrevs av Tapas Chakrabarty och Mohan Gangopadhyay. Antidesma keralense ingår i släktet Antidesma och familjen emblikaväxter. Inga underarter finns listade i Catalogue of Life.